# Terence Hill
Terence Hill (născut Mario Girotti; n. 29 martie 1939, Veneția, Italia) este un actor italian de film.

## Biografie
Hill s-a născut pe 29 martie 1939 în Veneția, Italia. Mama lui, Hildegard Girotti (născută Thieme) a fost o germancă originară din Dresda, iar tatăl lui, Girolamo Girotti, a fost un italian, chimist de profesie.
Pe timpul copilăriei sale, Terence Hill a locuit într-un orășel din Germania. El a rămas acolo până la finalul celui de-al doilea război mondial, supraviețuind unor bombardamente. La 12 ani a fost descoperit de regizorul italian Dino Risi, el devenind actor de tânăr.

## Carieră cinematografică

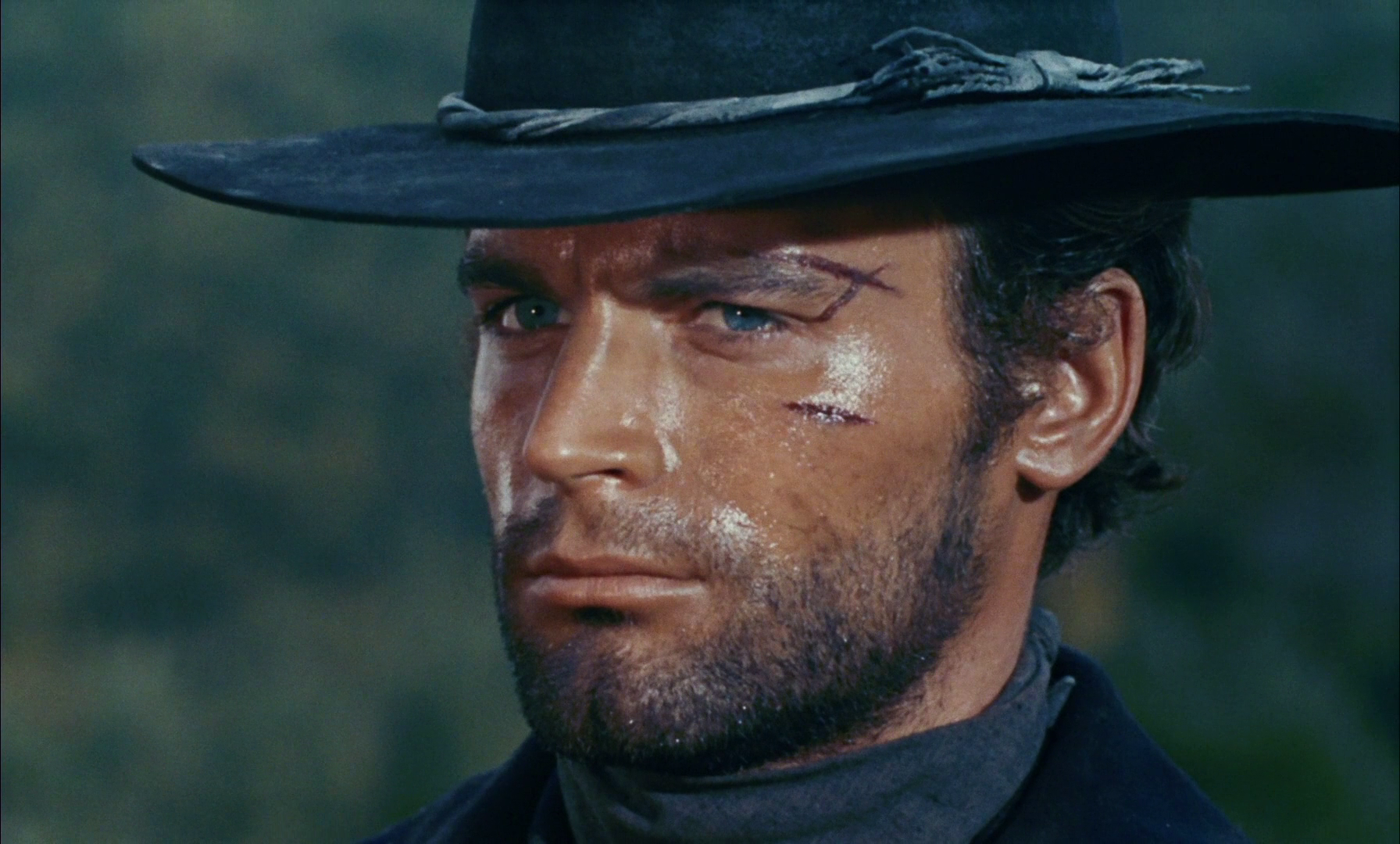
În Justițiarul Django (1968)

## Filmografie
- 1951 Vacanze col gangster
- 1952 Un Amore per te
- 1953 Villa Borghese
- 1953 La voce del silenzio
- 1954 Divisione Folgore
- 1955 Gli sbandati
- 1955 La vena d'oro
- 1956 I vagabondi delle stelle
- 1956 Mamma sconosciuta
- 1957 Lazzarella
- 1957 Guaglione
- 1957 Pescarii din arhipelag (La grande strada azzurra), regia Gillo Pontecorvo
- 1958 La spada e la croce
- 1958 Novelliere: The picture of Dorian Gray, Il (film TV)
- 1958 Anna di Brooklyn
- 1959 Cerasella, regia Raffaello Matarazzo, ca Mario Girotti
- 1959 Spavaldi e innamorati
- 1959 Il padrone delle ferriere
- 1959 Primo Amore, regia: Mario Camerini
- 1960 Giuseppe venduto dai fratelli
- 1960 Un militare e mezzo
- 1960 Cartagina în flăcări (Cartagine in fiamme), regia Carmine Gallone
- 1960 Annibal
- 1960 Juke box urli d'amore
- 1961 Păcatul dragostei (Pecado de amor), regia Luis César Amadori
- 1961 Lampa lui Aladin (Le meraviglie di Aladino), regia Mario Bava
- 1962 Il giorno più corto
- 1962 Dominatore dei sette mari, Il
- 1963 Ghepardul (Il gattopardo), regia Luchino Visconti
- 1964 Winnetou 2 (Winnetou - 2. Teil), regia Harald Reinl
- 1964 Printre vulturi (Unter Geiern), regia Alfred Vohrer
- 1965 Duell vor Sonnenuntergang
- 1965 Schüsse im Dreivierteltakt
- 1965 Der Ölprinz
- 1965 Ruf der Wälder
- 1965 Old Surehand
- 1966 Die Nibelungen, Teil 1: Siegfried
- 1967 Rita nel West, regia Ferdinando Baldi
- 1967 Feldmareșala (La feldmarescialla), regia: Steno
- 1967 Io non protesto, io amo (1967, ca Mario Girotti)
- 1967 Die Nibelungen, Teil 2: Kriemhilds Rache
- 1967 Dio perdona... Io no!
- 1968 Justițiarul Django (Preparati la bara!), regia Ferdinando Baldi
- 1968 I quattro dell'Ave Maria
- 1969 Barbagia
- 1969 Aur și circ
- 1970 La collera del vento
- 1970 Mi se spune Trinity (Lo chiamavano Trinità), regia Enzo Barboni
- 1971 Blackie the Pirate (Il corsaro nero
- 1971 Trinity Is Still My Name
- 1972 Un gentleman în vestul sălbatic
- 1972 Dați totul, băieți! (Più forte, ragazzi!)
- 1972 Il Vero e il falso, regia Eriprando Visconti
- 1973 Il mio nome è Nessuno (My Name Is Nobody)
- 1974 Porgi l'altra guancia
- 1974 Atenție, nu ne supărați
- 1975 A Genius, Two Partners and a Dupe
- 1977 Doi superpolițiști (I due superpiedi quasi piatti)
- 1977 Domnul Miliard
- 1977 Mergi sau mori (March or Die)
- 1978 Par și impar (Pari e dispari)
- 1979 Io sto con gli ippopotami
- 1979 Org
- 1980 Superpolițistul (Poliziotto superpiù)
- 1981 Prietenul la nevoie se cunoaște
- 1983 Contra cronometru
- 1984 Substituire cu bucluc
- 1984 Don Camillo
- 1985 Băieți buni, băieți răi[14][15][16]
- 1987 Renegade
- 1990-1993 Lucky Luke
- 1993 Lucky Luke (10 episoade)
- 1995 Botte di Natale
- 1997 Cyberflic
- 2006 L'uomo che sognava con le aquile (TV)
- 2009 L'uomo che cavalcava nel buio
- Doc West 2008-2009
- 2010 Tiggremann
- Don Matteo 8 seasons/168 episodes, 2000–2011
- Un passo dal cielo (12 episodes, 2010–2011)
- Doc West's Conscience:Part /  2011